# الکساندرو ناگو
الکساندرو ناگو (رومانیایی: Alexandru Neagu؛ ۱۹ ژوئیه ۱۹۴۸ – ۱۷ آوریل ۲۰۱۰) بازیکن فوتبال اهل رومانی بود.
از باشگاه‌هایی که در آن بازی کرده‌است می‌توان به باشگاه فوتبال راپید بخارست اشاره کرد.
وی همچنین در تیم ملی فوتبال رومانی بازی کرده‌است.